# Cyrtandra vaupelii
Cyrtandra vaupelii là một loài thực vật có hoa trong họ Tai voi. Loài này được Lauterb. mô tả khoa học đầu tiên năm 1908.